# Colinas de Valdai

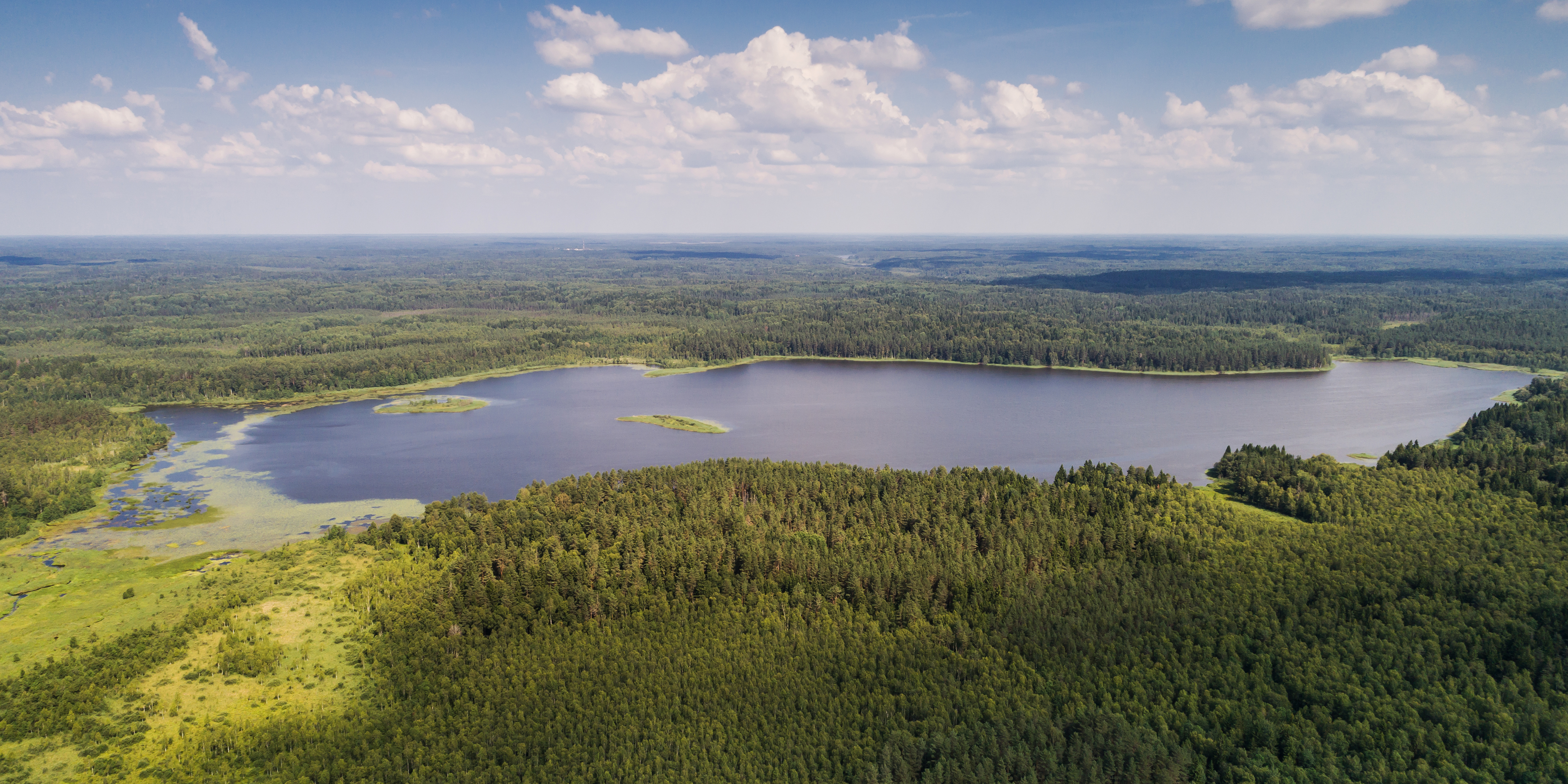
Paisagem das colinas de Valdai

As colinas de Valdai (em russo:  Валда́йская возвы́шенность o Валда́й, em letão:  Valdaja augstiene) são um conjunto de colinas cuja altitude máxima não ultrapassa os 400 metros. Ficam na bacia do Volga e estendem-se por mais de 1 300 000 km²  no noroeste da Rússia central. Estão alinhadas de norte a sul e ficam a meio caminho entre  São Petersburgo e Moscovo. Ocupam os óblast de Novgorod, Tver, Pskov e Smolensk.
As colinas são uma extensão do planalto central da Rússia e integram-se na planície europeia oriental.
Estão preservadas como reserva da biosfera.